# Pidonia albomaculata
Pidonia albomaculata är en skalbaggsart som först beskrevs av Masaki Matsushita 1931.  Pidonia albomaculata ingår i släktet Pidonia och familjen långhorningar.
Artens utbredningsområde är Taiwan. Inga underarter finns listade i Catalogue of Life.